# انجمن آرکوئل
انجمن آرکوئل حلقه‌ای از دانشمندان فرانسوی بود که به‌طور منظم در تعطیلات آخر هفته تابستان بین سال‌های ۱۸۰۶ و ۱۸۲۲ در خانه‌های روستایی کلود لوئی برتوله و پیر سیمون لاپلاس در آرکوئل گرد هم می‌آمدند. سپس دهکده ای در ۳ مایلی جنوب پاریس.

## اعضا
در سال ۱۸۰۷، هنگامی که اولین مجموعه «خاطرات فیزیکی و شیمی د لا جامعه دال آرکوئل» منتشر شد، فهرستی از اعضای مشارکت کننده چنین بود:
- کلود لوئیس برتوله (۱۷۴۸–۱۸۲۲)
- پیر سیمون لاپلاس (۱۷۴۹–۱۸۲۷)
- الکساندر فون هومبولت (۱۷۶۹–۱۸۵۹)
- لوئیس ژاک تنارد (۱۷۷۷–۱۸۵۷)
- جوزف لوئیس گی-لوساک (۱۷۷۸–۱۸۵۰)
- ژان باپتیست بیو (۱۷۷۴–۱۸۶۲)
- آگوستین پیراموس د کاندوله (۱۷۷۸–۱۸۴۱)
- هیپولیت-ویکتور کولت-دسکوتیل (۱۷۷۳–۱۸۱۵)
- آمدی بارتلمی برتوله (۱۷۸۰–۱۸۱۰)

در سالهای بعد به آنها ملحق شدند:
- اتین-لوئیس مالوس (۱۷۷۵–۱۸۱۲)
- دومینیک فرانسوا ژان آراگو (۱۷۸۶–۱۸۵۳)

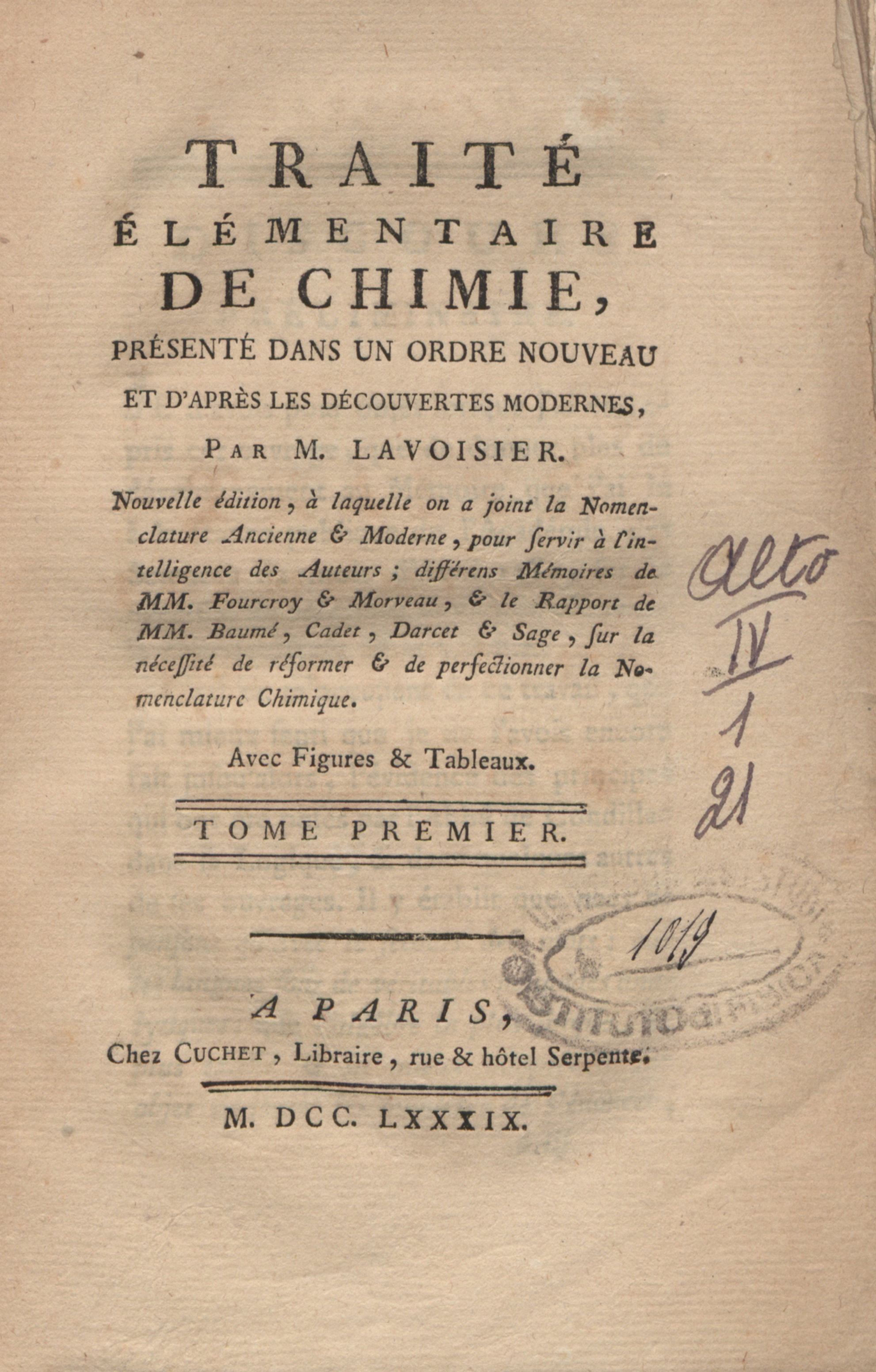
رساله ابتدایی در شیمی

- ژاک اتین برارد (۱۷۸۹–۱۸۶۹)
- ژان آنتوان چپال (۱۷۵۶–۱۸۳۲)
- پیر لوئی دولونگ (۱۷۸۵–۱۸۳۵)
- سیمئون دنیس پواسون(۱۷۸۱–۱۸۴۰)

## الهام
آنتوان لاووازیه در آزمایشگاه خود در آرسنال پاریس، تمرین مشورت غیررسمی را با دانشمندان دیگرش، از جمله دستیاران کوچکترش آغاز کرده بود.
"اگر در هر زمانی آزمایش‌های آقای برتوله، آقای فورکرو، آقای د لا پلاس، آقای مونگ را بدون اذعان پذیرفتم، به دلیل عادت است. از انتقال عقاید، مشاهدات و طرز فکرمان به یکدیگر پی می‌برم این نوعی جامعه از عقاید است که در آن اغلب برای هرکسی دشوار است که نظر خود را بداند.»
(لاووازیه در: "رساله ابتدایی در شیمی، ۱۷۸۹)
لاپلاس، و برتوله با آزمایشگاه باز خود، این روحیهٔ همراهی را در آرکوئل ادامه دادند. آنها اجرا کنندگان ارشد یک بحث علمی با عظمت جدید بودند. ترکیب چارچوب مدل فیزیک و ریاضی (لاپلاس) با بررسی تجربی (برتوله).
لاپلاس، و برتوله با آزمایشگاه باز خود، این روحیه مشارکت را در آرکوئل ادامه دادند. آنها مجریان ارشد یک بحث علمی با عظمت جدید بودند. ترکیب چارچوب مدل فیزیک و ریاضی (لاپلاس) با بررسی تجربی (برتوله).

## ریشه‌ها

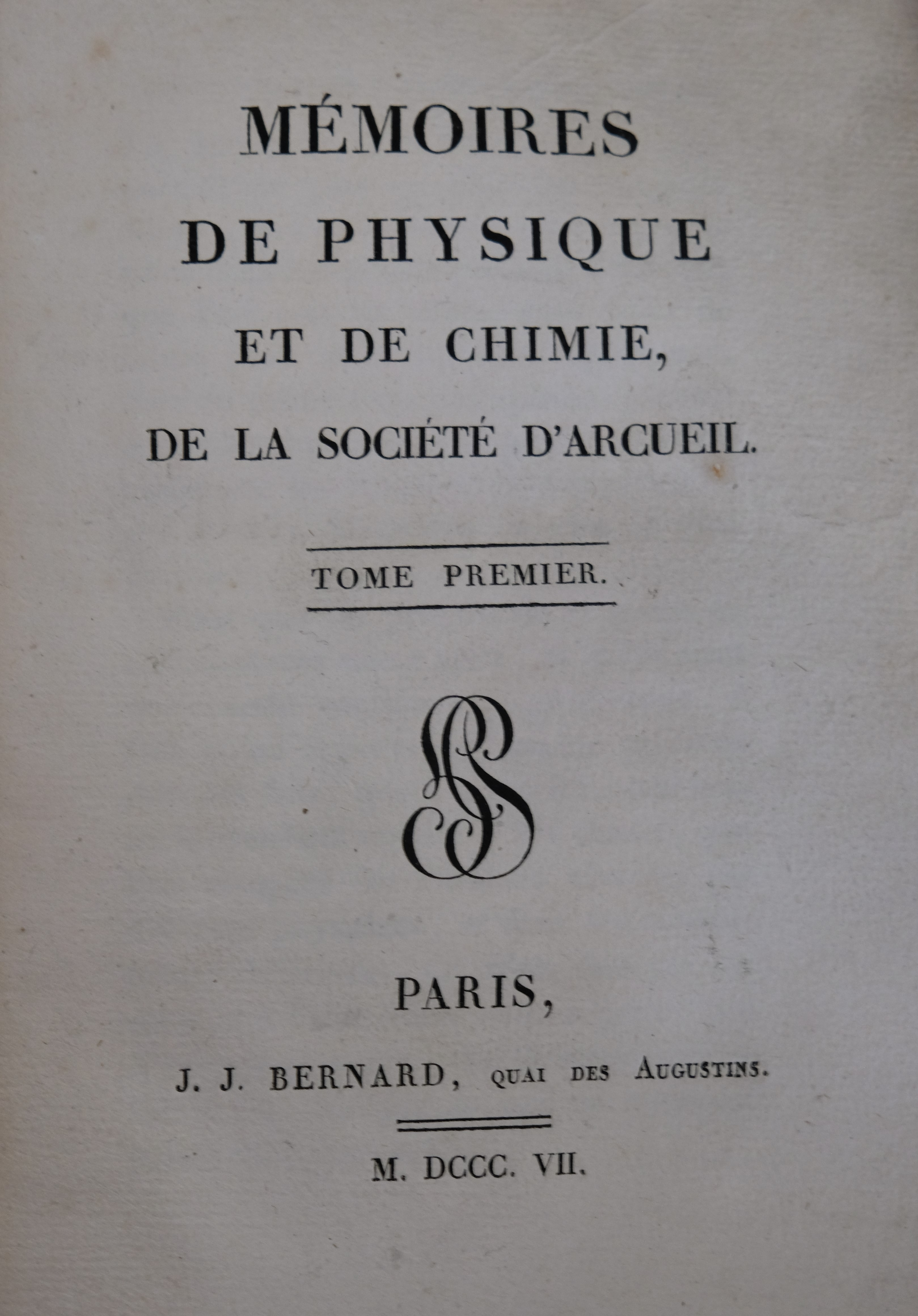
صفحه عنوان تا جلد اول «خاطرات فیزیک و شیمی انجمن آرکوئل» (۱۸۰۷)

ریشه‌های پیشرفت فعال انجمن آرکوئل در توجه ویژه ناپلئون بناپارت به علوم به‌طور کلی و - به عنوان یک افسر توپخانه به ریاضیات به‌طور خاص بود.

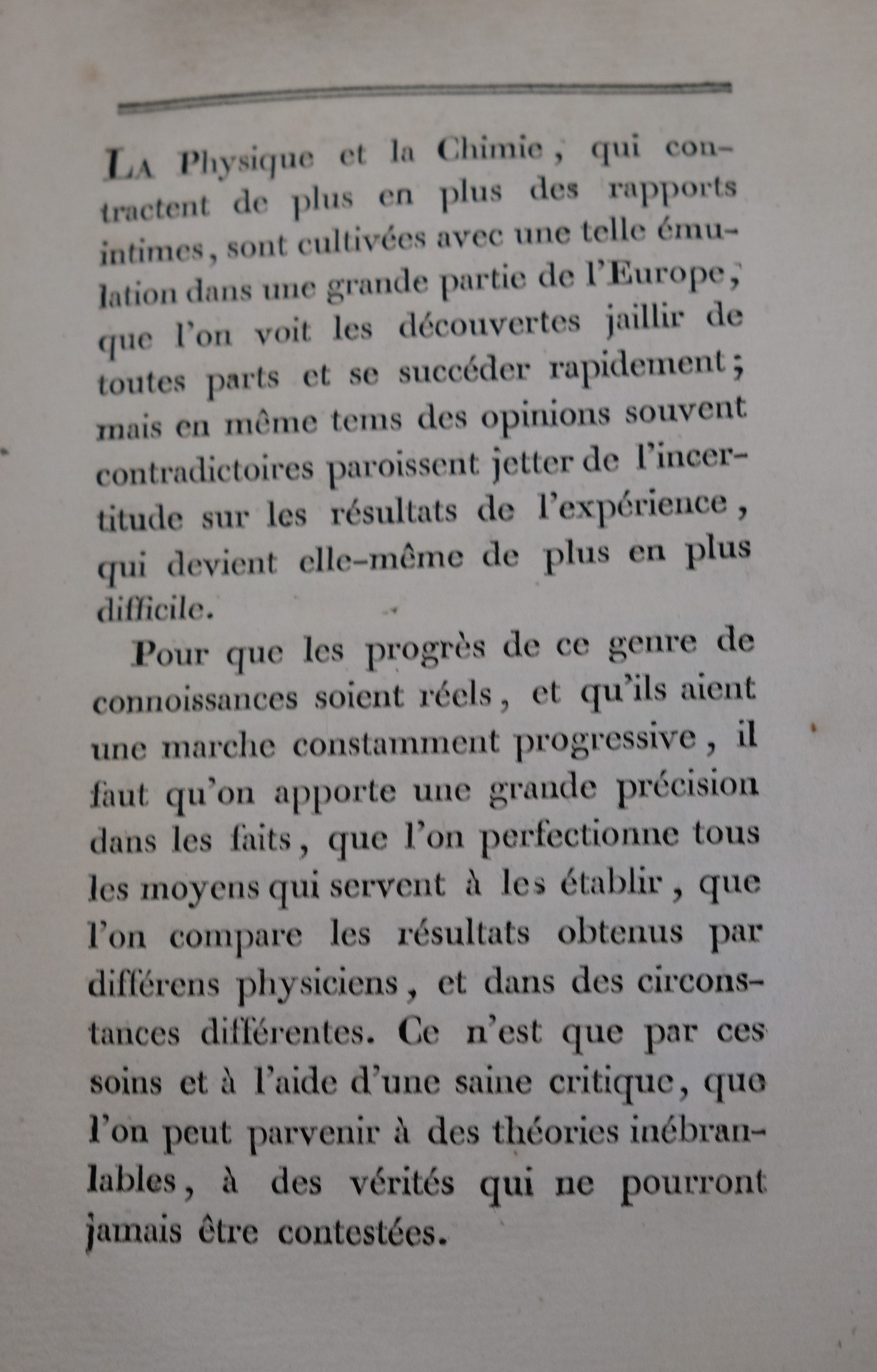
مقدمهٔ بر جلد اول «خاطرات فیزیک و شیمی انجمن آرکوئل» (۱۸۰۷)

لاپلاس آخرین ممتحن بناپارت در مدرسه نظامی (سپتامبر ۱۷۸۵) بود، جایی که گاسپارد مونگ، استادش، او را تشویق کرد که دوره دو ساله ریاضیات را در یک دوره به پایان برساند.
ناپلئون در طول مبارزات انتخاباتی خود در ایتالیا با برتوله آشنا شد، زمانی که برتوله و مونگ بخشی از کمیسیون فرستاده شده توسط دایرکتوری فرانسوی برای انتخاب و ارسال گنجینه‌های هنری ایتالیایی، دست نوشته‌ها و اسناد علمی به پاریس بودند.
زمانی که جای لازار کارنو در سال ۱۷۹۷ خالی شد، لاپلاس، برتوله و مونگ در انتخاب ناپلئون به عنوان کلاس اول مؤسسه فرانسه (کلاسی که علوم دقیق را هدایت می‌کند) نقش مهمی داشتند.
ناپلئون به نوبه خود از آنها دعوت کرد که به دنبال او به مصر (۱۷۹۸–۱۷۹۹) بروند و به برتوله دستور داد تا دانشمندانی را که قرار بود «مؤسسه مصر» را بسازند، استخدام کند.
روشی که برتوله به‌طور مؤثر نصب عملی مؤسسه را در کاخ قاسم بیگ در قاهره هدایت کرد، دوستی با بناپارت را به گونه‌ای تقویت کرد که ارزش آن را در حمایت از انجمن آرکوئل ثابت کرد. هنگامی که برتوله در سال ۱۸۰۷ به این نتیجه رسید که ترتیب تأسیسات تحقیقاتی در آرکوئل برای او بیش از توان مالی او هزینه داشته است، ناپلئون که به لاپلاس و مونگ هشدار دادند، فوراً ۱۵۰۰۰۰ فرانک به او قرض داد.
غیررسمی بودن "موسسه مصر" تداوم خود را در آرکوئل یافت، جایی که برتوله از مطالعه گلچین شده توسط مصری‌ها مسئول انتشار " کتاب شرح مصر (۱۸۰۹) بود. (ref: Crosland, 1967).